# Masters de 2023
El Masters de 2023 (conocido en inglés y por motivos de patrocinio como 2023 Cazoo Masters) fue un torneo de snooker, profesional y de invitación, que se celebró entre el 8 y el 15 de enero en el Alexandra Palace de la ciudad inglesa de Londres. Fue la cuadragésima novena edición del Masters, organizado por primera vez en 1975, y la segunda cita de la temporada 2022-23 de las tres que componen la Triple Corona, después del Campeonato del Reino Unido de 2022 y sucedida por el Campeonato Mundial de Snooker de 2023. La BBC y Eurosport retransmitieron en Europa el torneo, que contó con el patrocinio de Cazoo, empresa dedicada a la reventa de automóviles.
Se invitó a participar en el torneo a los jugadores situados entre las primeras dieciséis posiciones del ranking mundial tal y como quedó al cabo del Campeonato del Reino Unido. Sin embargo, Yan Bingtao y Zhao Xintong quedaron suspendidos de forma cautelar del circuito profesional mientras se investigaba el posible amaño de algunos partidos; David Gilbert remplazó al primero y Hossein Vafaei sustituyó al segundo.
Neil Robertson llegó a Londres como defensor del título conseguido en la edición anterior al derrotar 10-4 a Barry Hawkins en la final. Sin embargo, perdió ante Shaun Murphy (4-6) en la primera ronda. Mark Williams llegó a la final por primera vez en veinte años y lo hizo como el finalista de mayor edad desde que Ray Reardon arribase a la de 1983. Judd Trump, en cualquier caso, lo derrotó (10-8) en ese último partido y alzó su segundo trofeo del Masters; era el undécimo jugador que conseguía repetir. Los jugadores amasaron un total de treinta centenas a lo largo del torneo. La tacada máxima la compartieron Trump, Vafaei y Williams, que tejieron sendos 143 en sus partidos de cuartos de final.

## Resultados

### Cuadro del torneo
Entre paréntesis, se indica el puesto en el que accedieron al torneo los jugadores que llegaron al Alexandra Palace. Recalcado en negrita figura el ganador de cada partido:
|  | primera ronda (mejor de 11) | primera ronda (mejor de 11) |                     |    | cuartos de final (mejor de 11) | cuartos de final (mejor de 11) |  |  | semifinales (mejor de 11) | semifinales (mejor de 11) |  |  | final (mejor de 19) | final (mejor de 19) |
|  |                             |                             |                     |    |                                |                                |  |  |                           |                           |  |  |                     |                     |
|  |                             |                             |                     |    |                                |                                |  |  |                           |                           |  |  |                     |                     |
|  |                             |                             |                     |    |                                |                                |  |  |                           |                           |  |  |                     |                     |
|  | Neil Robertson (1)          | 4                           |                     |    |                                |                                |  |  |                           |                           |  |  |                     |                     |
|  | Neil Robertson (1)          | 4                           |                     |    |                                |                                |  |  |                           |                           |  |  |                     |                     |
|  | Shaun Murphy (12)           | 6                           |                     |    |                                |                                |  |  |                           |                           |  |  |                     |                     |
|  | Shaun Murphy (12)           | 6                           | Shaun Murphy (12)   | 0  |                                |                                |  |  |                           |                           |  |  |                     |                     |
|  |                             |                             | Shaun Murphy (12)   | 0  |                                |                                |  |  |                           |                           |  |  |                     |                     |
|  |                             | Stuart Bingham (14)         | 6                   |    |                                |                                |  |  |                           |                           |  |  |                     |                     |
|  | Kyren Wilson (8)            | Stuart Bingham (14)         | 6                   | 3  |                                |                                |  |  |                           |                           |  |  |                     |                     |
|  | Kyren Wilson (8)            |                             |                     | 3  |                                |                                |  |  |                           |                           |  |  |                     |                     |
|  | Stuart Bingham (14)         | 6                           |                     |    |                                |                                |  |  |                           |                           |  |  |                     |                     |
|  | Stuart Bingham (14)         | 6                           | Stuart Bingham (14) | 1  |                                |                                |  |  |                           |                           |  |  |                     |                     |
|  |                             |                             | Stuart Bingham (14) | 1  |                                |                                |  |  |                           |                           |  |  |                     |                     |
|  |                             | Judd Trump (4)              | 6                   |    |                                |                                |  |  |                           |                           |  |  |                     |                     |
|  | Mark Allen (5)              | Judd Trump (4)              | 6                   | 0  |                                |                                |  |  |                           |                           |  |  |                     |                     |
|  | Mark Allen (5)              |                             |                     | 0  |                                |                                |  |  |                           |                           |  |  |                     |                     |
|  | Barry Hawkins (13)          | 6                           |                     |    |                                |                                |  |  |                           |                           |  |  |                     |                     |
|  | Barry Hawkins (13)          | 6                           | Barry Hawkins (13)  | 5  |                                |                                |  |  |                           |                           |  |  |                     |                     |
|  |                             |                             | Barry Hawkins (13)  | 5  |                                |                                |  |  |                           |                           |  |  |                     |                     |
|  |                             | Judd Trump (4)              | 6                   |    |                                |                                |  |  |                           |                           |  |  |                     |                     |
|  | Judd Trump (4)              | Judd Trump (4)              | 6                   | 6  |                                |                                |  |  |                           |                           |  |  |                     |                     |
|  | Judd Trump (4)              |                             |                     | 6  |                                |                                |  |  |                           |                           |  |  |                     |                     |
|  | Ryan Day (15)               | 5                           |                     |    |                                |                                |  |  |                           |                           |  |  |                     |                     |
|  | Ryan Day (15)               | 5                           | Judd Trump (4)      | 10 |                                |                                |  |  |                           |                           |  |  |                     |                     |
|  |                             |                             | Judd Trump (4)      | 10 |                                |                                |  |  |                           |                           |  |  |                     |                     |
|  |                             | Mark Williams (7)           | 8                   |    |                                |                                |  |  |                           |                           |  |  |                     |                     |
|  | Mark Selby (3)              | Mark Williams (7)           | 8                   | 2  |                                |                                |  |  |                           |                           |  |  |                     |                     |
|  | Mark Selby (3)              |                             |                     | 2  |                                |                                |  |  |                           |                           |  |  |                     |                     |
|  | Hossein Vafaei              | 6                           |                     |    |                                |                                |  |  |                           |                           |  |  |                     |                     |
|  | Hossein Vafaei              | 6                           | Hossein Vafaei      | 4  |                                |                                |  |  |                           |                           |  |  |                     |                     |
|  |                             |                             | Hossein Vafaei      | 4  |                                |                                |  |  |                           |                           |  |  |                     |                     |
|  |                             | Jack Lisowski (10)          | 6                   |    |                                |                                |  |  |                           |                           |  |  |                     |                     |
|  | John Higgins (6)            | Jack Lisowski (10)          | 6                   | 3  |                                |                                |  |  |                           |                           |  |  |                     |                     |
|  | John Higgins (6)            |                             |                     | 3  |                                |                                |  |  |                           |                           |  |  |                     |                     |
|  | Jack Lisowski (10)          | 6                           |                     |    |                                |                                |  |  |                           |                           |  |  |                     |                     |
|  | Jack Lisowski (10)          | 6                           | Jack Lisowski (10)  | 0  |                                |                                |  |  |                           |                           |  |  |                     |                     |
|  |                             |                             | Jack Lisowski (10)  | 0  |                                |                                |  |  |                           |                           |  |  |                     |                     |
|  |                             | Mark Williams (7)           | 6                   |    |                                |                                |  |  |                           |                           |  |  |                     |                     |
|  | Mark Williams (7)           | Mark Williams (7)           | 6                   | 6  |                                |                                |  |  |                           |                           |  |  |                     |                     |
|  | Mark Williams (7)           |                             |                     | 6  |                                |                                |  |  |                           |                           |  |  |                     |                     |
|  | David Gilbert               | 2                           |                     |    |                                |                                |  |  |                           |                           |  |  |                     |                     |
|  | David Gilbert               | 2                           | Mark Williams (7)   | 6  |                                |                                |  |  |                           |                           |  |  |                     |                     |
|  |                             |                             | Mark Williams (7)   | 6  |                                |                                |  |  |                           |                           |  |  |                     |                     |
|  |                             | Ronnie O'Sullivan (2)       | 5                   |    |                                |                                |  |  |                           |                           |  |  |                     |                     |
|  | Ronnie O'Sullivan (2)       | Ronnie O'Sullivan (2)       | 5                   | 6  |                                |                                |  |  |                           |                           |  |  |                     |                     |
|  | Ronnie O'Sullivan (2)       |                             |                     | 6  |                                |                                |  |  |                           |                           |  |  |                     |                     |
|  | Luca Brecel (11)            | 1                           |                     |    |                                |                                |  |  |                           |                           |  |  |                     |                     |
|  | Luca Brecel (11)            | 1                           |                     |    |                                |                                |  |  |                           |                           |  |  |                     |                     |

### Final
| Final: Al mejor de 19 mesas. Árbitro: Marcel Eckardt Alexandra Palace, Londres, Inglaterra, 15 de enero de 2023.                                                                                                  |                 |                         |
| Judd Trump (4) Inglaterra | 10–8            | Mark Williams (7) Gales |
| Tarde: 0–138 (138), 106–3 (61), 74–11, 115–6 (106), 73–35 (73), 0–140 (100), 10–97 (60), 93–0 (89) Noche: 8–117 (50), 74–0 (66), 10–80 (80), 8–68 (52), 17–67, 80–46, 0–136 (107), 81–30, 98–40 (59), 126–8 (126) |                 |                         |
| 126 | Tacada más alta | 138                     |
| 2 | Centenas        | 3                       |
| 7 | Medias centenas | 7                       |

## Centenas
Los jugadores consiguieron amasar un total de treinta centenas durante el torneo. La más alta, de 143, la compartieron Williams, Trump y Vafaei. Así se distribuyeron:
- 143, 138, 127, 126, 107, 102, 100 — Mark Williams
- 143, 126, 107, 106, 105 — Judd Trump
- 143, 107, 104 — Hossein Vafaei
- 142 — John Higgins
- 134, 115, 104 — Ronnie O'Sullivan
- 128, 127, 109, 107, 102 — Stuart Bingham
- 114, 110 — Barry Hawkins
- 104 — Neil Robertson
- 100 — Luca Brecel
- 100 — Jack Lisowski
- 100 — Shaun Murphy